# Norbert von Kunitzki
Norbert von Kunitzki (* 1934 in Pafendall; †  25. November 2005 durch einen Kletterunfall in  Vietnam) war ein Luxemburger Wirtschaftsmanager und Universitätspräsident, der durch seine Veröffentlichungen und Vorträge bekannt wurde.
Norbert von Kunitzki hat in Antwerpen Wirtschaft studiert und wurde 1954 Angestellter bei Arbed. 1970 wurde er Finanzchef des Stahlkonzerns. 1971 trat er eine Professur im Centre Universitaire an. 1987 wurde er Generaldirektor und 1994 Präsident der Sidmar zu Gent. 1991 bekam er von der Genter Universität den Ehrendoktortitel übertragen. 1998 kehrte er nach Luxemburg zurück und wurde Direktor des Centre Universitaire.
Norbert von Kunitzki war eine Zeit lang Präsident der Konsumentenschutzvereinigung Luxemburgs und Vizepräsident des Direktionskomitees der Telindus. Weiterhin war er Mitglied der Luxembourg Income Study asbl, Präsident der EuroSignCard, Präsident des Institut d'études européennes et internationales du Luxembourg, Präsident von Mobistar, Mitglied des Verwaltungsrats von Systran, Mitglied des Verwaltungsrats des Luxemburger Philharmonieorchesters, des Roten Kreuzes von Luxemburg  und des Europe Turm.